# Tần Giản công
Tần Giản công (chữ Hán: 秦简公, sinh 427 TCN, trị vì 415 TCN-400 TCN), tên thật là Doanh Điệu Tử (嬴悼子), là vị vua thứ 26 của nước Tần - chư hầu nhà Chu trong lịch sử Trung Quốc.
Doanh Điệu Tử là con thứ của Tần Hoài công, vua thứ 24 của nước Tần. Ban đầu ông không được lập làm thế tử. Năm 415 TCN, vua cháu Tần Linh công chết, con là Sư Thấp còn nhỏ nên không thể nối ngôi nên người nước Tần lập Điệu Tử làm vua, tức Tần Giản công. Mẹ con Sư Thấp phải lưu vong sang đất của họ Ngụy (thuộc nước Tấn).
Năm 409 TCN, Tần Giản công cho phép các chức lại được phép mang gươm. Ông ban lệnh đào hào sông Lạc và xây thành Trùng Tuyền.
Trong thời gian ông làm vua, nước Tần đã nhiều lần thất bại trong cuộc giao tranh với Ngụy, đất nước mạnh nhất Trung Nguyên bấy giờ.
Năm 400 TCN, Tần Giản công qua đời, thọ 28 tuổi. Con ông là Tần Huệ công nối ngôi.